# Maria Jeronimus
Maria Jeronimus (2 april 1978) is een Nederlandse beeldend kunstenaar.

## Leven en werk
Jeronimus werd in 1978 geboren. Zij studeerde volgde eerst de onderwijzersopleiding aan de Pabo in Nijmegen. Na het voltooien van deze studie in 1999 ging zij twee jaar later studeren aan de Hogeschool voor de kunsten Arnhem. Hier studeerde zij in 2005 af in de richting autonome kunst. Haar werk staat vaak in relatie met het water. Zo maakte zij in Heino boven een vijver het object Spiegelkarper. Ook enkele van haar performances waren verbonden met het water, zoals "vruchtwater op de Rijn". Daarnaast werkt zij ook als fotograaf en filmmaker. De mede door haar gemaakte film "Amor" was in 2005 te zien op het Joris Ivens stadsfilmfestival in Nijmegen. In 2003 nam zij deel aan de tentoonstelling "Armour, de fortificatie van de mens" in fort Asperen. In 2008 won zij samen Joke Offringa de audioschilderij competitie van Holland Doc.